# آلفس
آلفس (به اسپانیایی: Alfés) یک منطقهٔ مسکونی در اسپانیا است که در سگریا واقع شده‌است. آلفس ۳۱٫۹ کیلومتر مربع مساحت دارد.